# Shanghai Wheelock Square
Shanghai Wheelock Square, en chino 大上海会德丰广场, es un rascacielos de 271 metros de altura ubicado en el barrio Jing`an, distrito Puxi, en la ciudad de Shanghái, China. Fue construido durante los años 2003 a 2010. El edificio tiene 55 plantas y un área de 114 000 m².